# Annales de Normandie
Les Annales de Normandie sont une revue d'études régionales fondée en 1951 qui recueille des articles d'histoire, de géographie, d'archéologie, d'ethnographie, de littérature et de linguistique concernant la Normandie et les Normands.

## Histoire
La revue a été fondée et longtemps dirigée par l'archéologue médiéviste Michel de Boüard (1909-1989). L'historien Gabriel Désert lui a succédé. Bien qu'elle s'intéresse à l'ensemble des mondes normands, la revue a son centre et ses appuis principaux en Basse-Normandie, à Caen, où elle bénéficie du soutien de l'université de Caen, de la ville de Caen et du musée de Normandie.
Depuis 1962, paraît parallèlement la collection des « Cahiers des Annales de Normandie ». Jusqu'en 2009, la revue éditait chaque année une Bibliographie normande.